# Laholm
Laholm é uma cidade do sudoeste da Suécia e a sede de comuna homónima de Laholm homónimo no condado de Halland. 

A sua população era de 6150 habitantes em 2011.

Geograficamente a cidade fica situada junto ao rio Lagan, a 8 km da sua foz na Baía de Laholm.

Laholm é uma das cidades mais antigas da Suécia e a mais antiga da província de Halland. O primeiro documento concedendo-lhe o direito de cidade data do século XIII, ainda quando a cidade estava sob domínio da Dinamarca. Durante as guerras entre a Suécia e a Dinamarca,
nos séculos XVI e  XVII, Laholm foi várias vezes destruída e queimada.
Segundo os critérios estatísticos adotados pela Suécia, somente os  núcleos com mais de 10.000 habitante são considerados como cidades. Apesar da sua pequena população, Laholm  é geralmente considerada  como  cidade por motivos históricos.
Dignos de uma visita são a velha estrutura arquitectónica da cidade que permanece intacta desde a Idade Média e a igreja da cidade que data de 1225.

## Galeria de imagens de Laholm

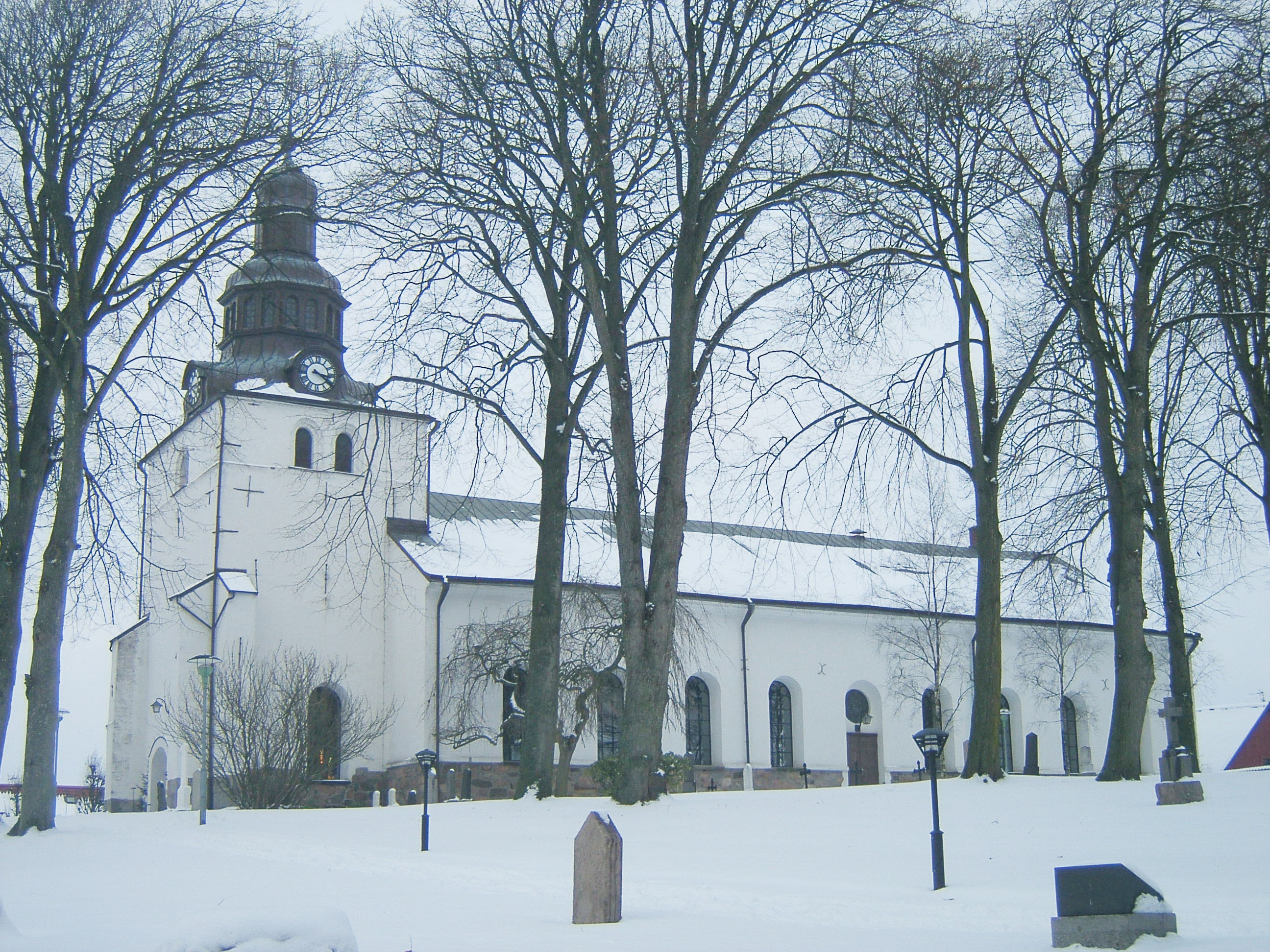
Igreja
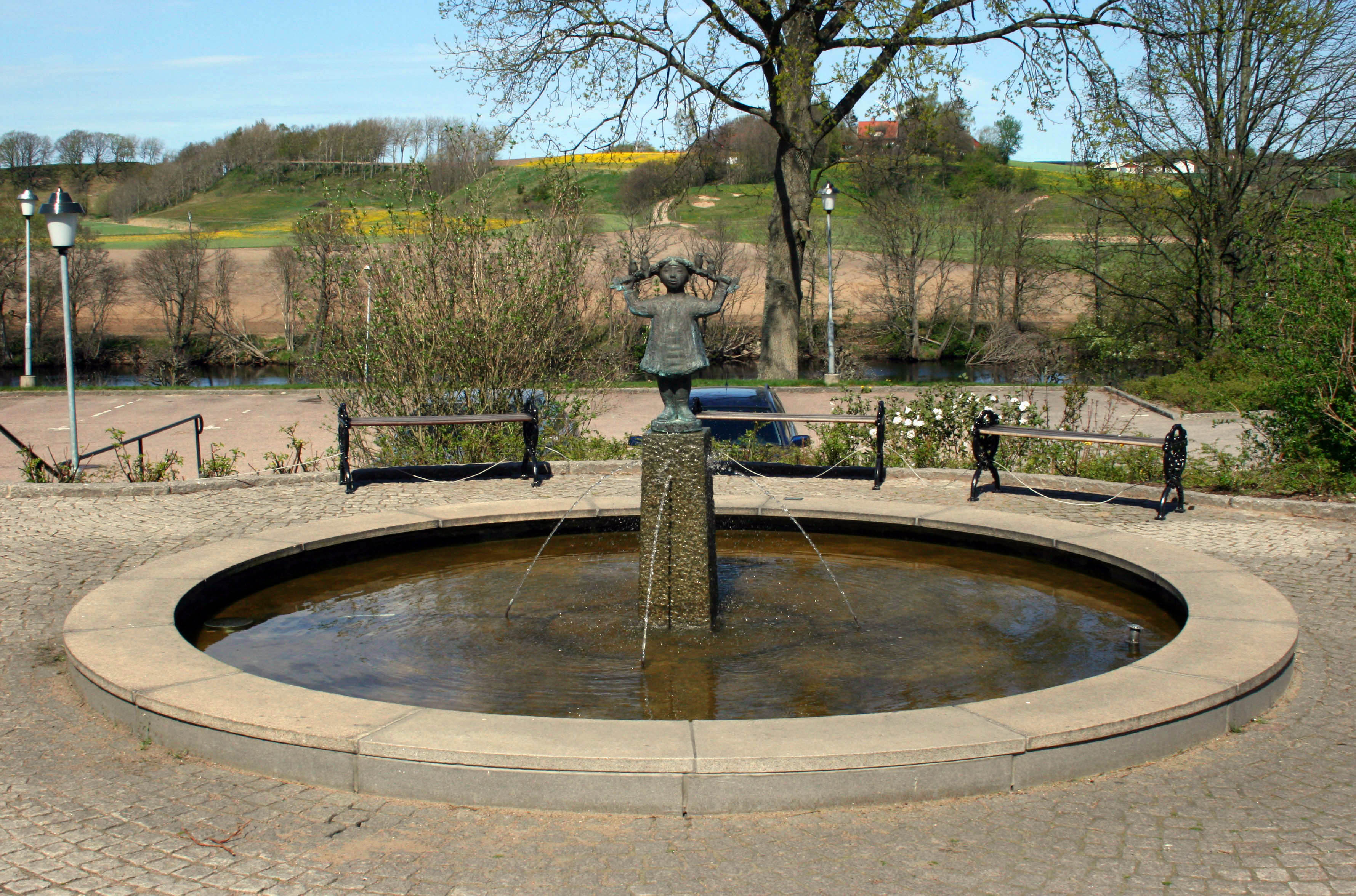
Fonte
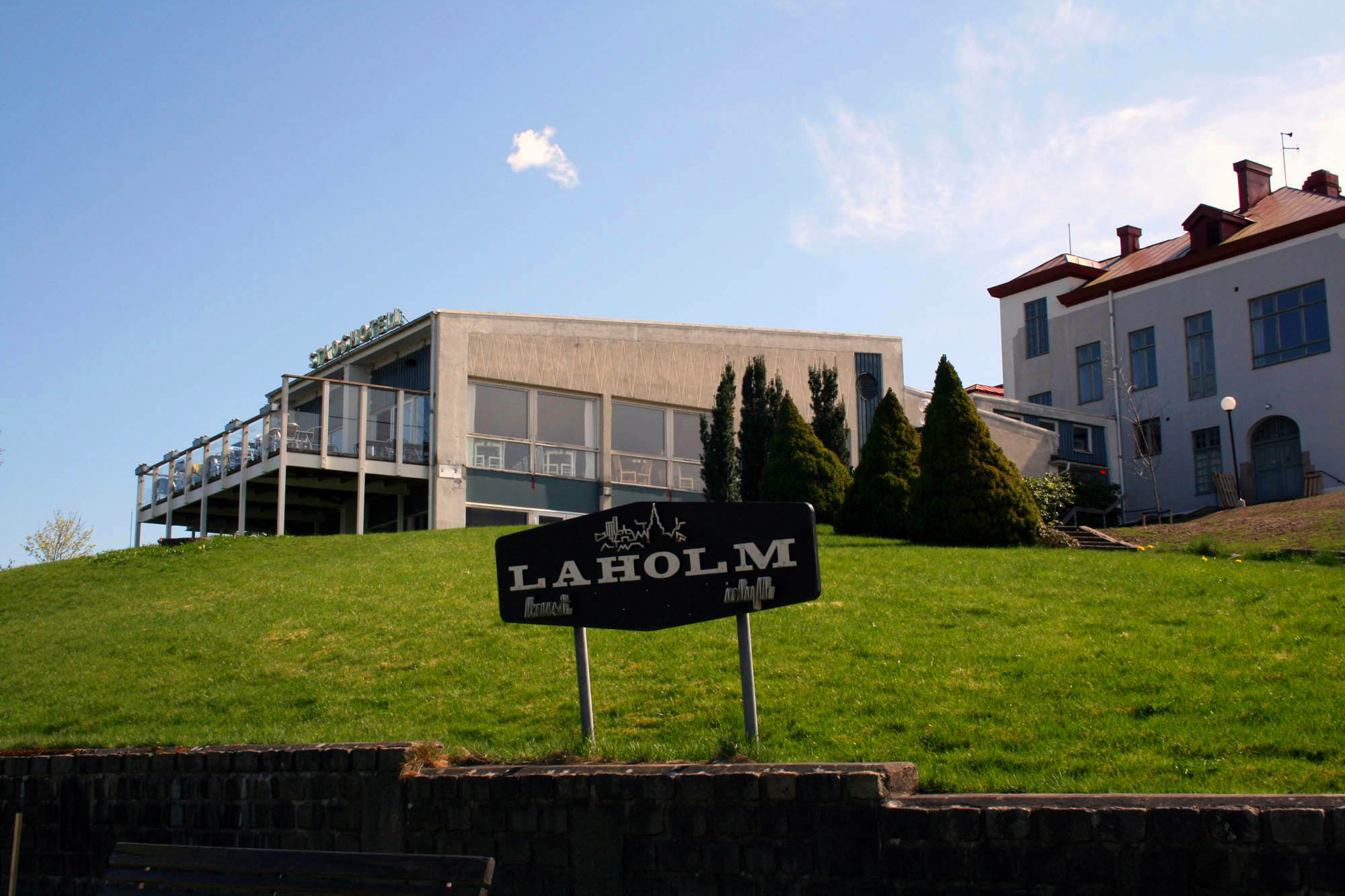
Hotel
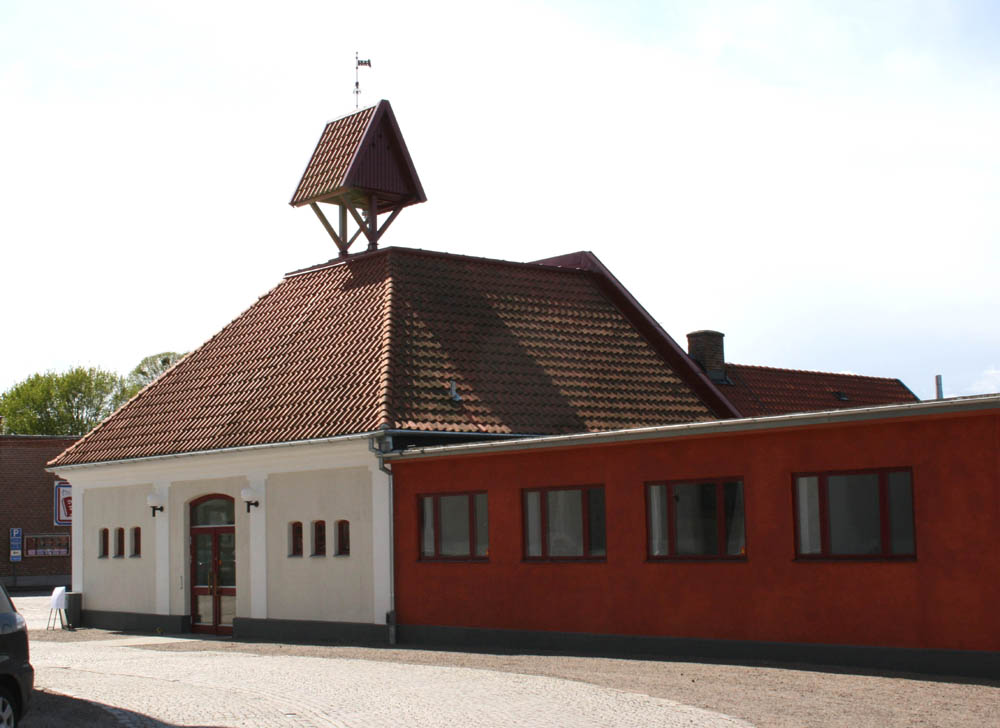
Museu do Desenho